# Conflit du Rojava
Guerre civile syrienne
Le conflit du Rojava, également connu sous le nom de révolution du Rojava, est un conflit militaire et politique qui se déroule dans le nord de la Syrie, connu chez les Kurdes sous le nom de Kurdistan occidental ou Rojava.
Pendant la guerre civile syrienne qui commence en 2011, une coalition dominée par les Kurdes dirigée par le Parti de l'union démocratique ainsi que des groupes kurdes, arabes, syriaques-assyriens et turkmènes cherchent à établir une nouvelle constitution pour la région autonome, tandis que l'armée syrienne et les milices alliées se battent pour garder le contrôle de la région. Cela a conduit à la création de l'Administration autonome du nord et de l'est de la Syrie (AANES) en 2016.
Les partisans de l'AANES affirment que les événements constituent une révolution sociale avec un rôle important joué par les femmes à la fois sur le champ de bataille et au sein du nouveau système politique, ainsi que la mise en œuvre du confédéralisme démocratique, une forme de socialisme libertaire qui privilégie la décentralisation, l'égalité des sexes et la nécessité d'une gouvernance locale par la démocratie directe.

## Contexte

### Discrimination d'État
Depuis la mise en place du mandat français de la Syrie en 1920 et après l'accord Sykes-Picot, la répression des Kurdes et d'autres minorités ethniques se poursuit. Le gouvernement syrien, officiellement connu sous le nom de République arabe syrienne, n'a jamais officiellement reconnu l'existence des Kurdes et en 1962, 120 000 Kurdes syriens sont déchus de leur citoyenneté, les laissant apatrides. La langue et la culture kurdes ont aussi été réprimées. En 2011, le gouvernement a tenté de résoudre ces problèmes en accordant la citoyenneté à tous les Kurdes, mais seuls 6 000 Kurdes apatrides sur 150 000 ont obtenu la nationalité et la plupart des réglementations discriminatoires, dont l'interdiction d'enseigner le kurde, sont toujours en vigueur.

### Soulèvement de Qamishli
En 2004, des émeutes ont éclaté contre le gouvernement dans la ville de Qamichli, dans le nord-est du pays. Lors d'un match de football entre une équipe kurde locale et une équipe arabe en visite de Deir ez-Zor, des supporters arabes ont brandi des portraits de Saddam Hussein, qui a tué des dizaines de milliers de Kurdes au Kurdistan du Sud lors de la campagne d'Al-Anfal dans les années 1980. Les tensions ont dégénéré en manifestations, les Kurdes levant leur drapeau et descendant dans la rue pour exiger des droits culturels et politiques. Les forces de sécurité ont tiré dans la foule, tuant six Kurdes, dont trois enfants. Les manifestants ont incendié le bureau local du parti Baath. Au de 30 à 100 Kurdes ont été tués par le gouvernement. Des milliers de Kurdes ont alors fui vers l'Irak, où un camp de réfugiés a été établi. Des affrontements sporadiques se sont produits lors des années suivantes entre les manifestants kurdes et les forces gouvernementales,.

## La voie vers le Rojava autonome

### Guerre civile syrienne

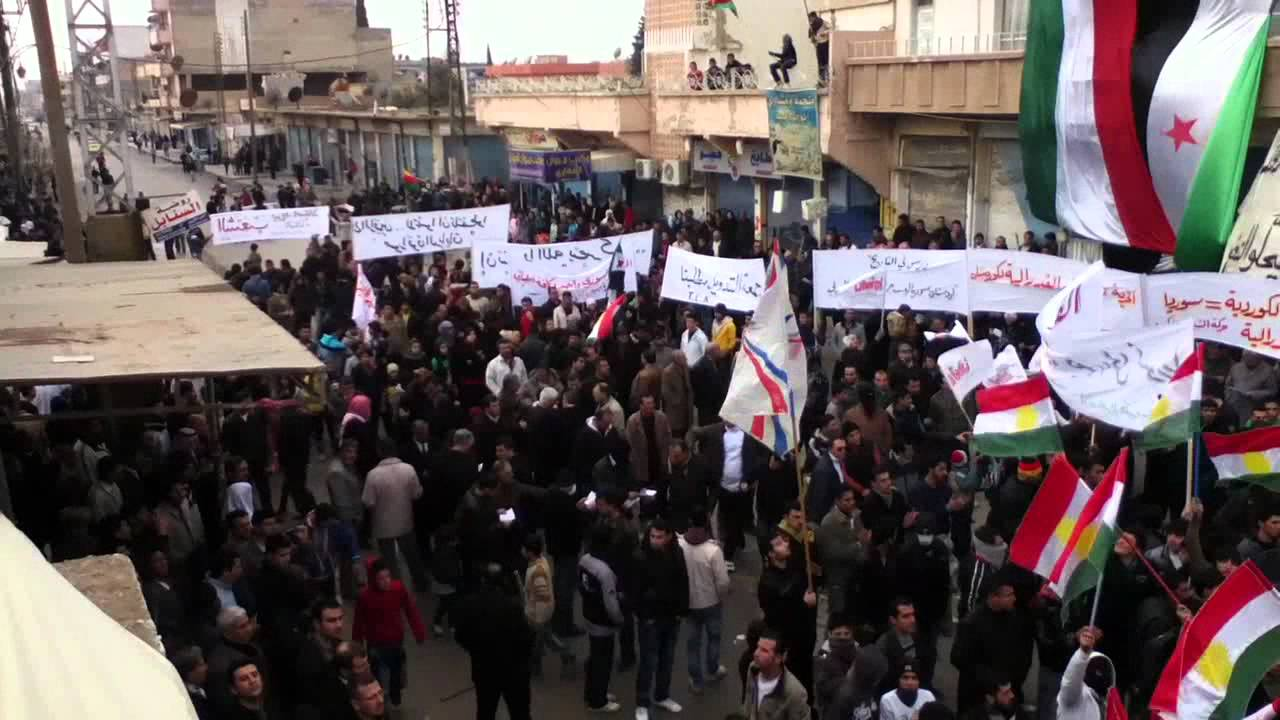
Kurdes, Assyriens et Arabes manifestent contre le gouvernement syrien à Qamishli, 6 janvier 2012.

En 2011, le printemps arabe s'étend à la Syrie. Le citoyen syrien Hasan Ali Akleh s'immole par le feu dans la ville d'Al-Hasakah. Les militants appellent à une « Journée de rage », peu suivie, par crainte de la répression du gouvernement syrien. Quelques jours plus tard, des manifestations ont de nouveau lieu, cette fois en réponse au passage à tabac d'un commerçant par la police.
Des manifestations se poursuivent et le 7 mars 2011, treize prisonniers politiques entament une grève de la faim. Trois jours plus tard, des dizaines de Kurdes syriens entament une grève de la faim par solidarité. Le 12 mars, de grandes manifestations ont lieu à Qamishli et Al-Hasakah pour protester contre le gouvernement Assad et commémorer la Journée des martyrs kurdes.
Au cours des mois de mars et avril 2011, les protestations se multiplient. Le gouvernement Assad tente d'apaiser les Kurdes en promettant d'accorder la citoyenneté à des milliers d'entre eux, jusque-là privés de tout statut juridique. À l'été, les manifestations ne font que s'intensifier, tout comme les répressions du gouvernement syrien.

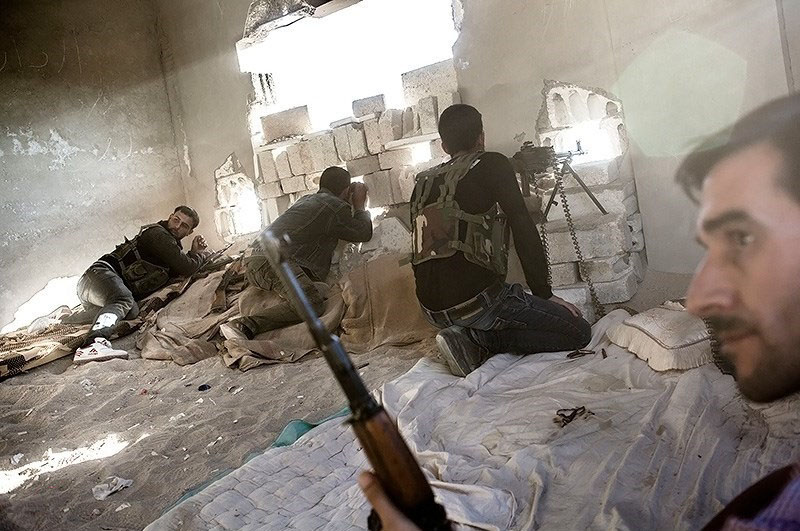
Ras al-Ayn et une série d'autres villes du nord de la Syrie ont été partiellement capturées par les YPG en 2012 (Bataille de Ras al-Ayn représentée).

En août, une coalition de groupes d'opposition forme le Conseil national syrien dans l'espoir de créer une alternative démocratique et pluraliste au gouvernement Assad. À l'automne 2011, le soulèvement populaire dégénère en conflit armé. L'Armée syrienne libre (ASL) commence à fusionner et l'insurrection armée se propage, en grande partie dans le centre et le sud de la Syrie.

### Les partis kurdes négocient
Le 31 mai 2011, le Mouvement national des partis kurdes en Syrie, une coalition de 12 partis kurdes de Syrie, boycotte un sommet de l'opposition syrienne à Antalya, en Turquie, déclarant que « toute réunion de ce type tenue en Turquie ne peut être que préjudiciable aux Kurdes de Syrie, parce que la Turquie est contre les aspirations des Kurdes ».
Lors du sommet d'août à Istanbul, qui conduit à la création du Conseil national syrien, uniquement deux des partis du Mouvement national des partis kurdes en Syrie, le Parti de l'union kurde et le Parti de la liberté kurde, participent au sommet.
Depuis mars 2011, des manifestations anti-gouvernementales se déroulent dans les zones habitées par les Kurdes de Syrie. Les affrontements ont commencé après que l'opposition Kurde Parti de l'Union démocratique (PYD) et le Conseil national kurde (KNC) aient signé un accord en deux points le 11 juin 2012 à Erbil sous l'égide du président du Kurdistan irakien Massoud Barzani. Cet accord n'est pas été mis en œuvre et un nouvel accord de coopération entre les deux parties est signé le 12 juillet. Celui- ci implique la création du Comité suprême kurde en tant qu'organe directeur de tous les territoires sous contrôle kurde en Syrie,,.

### GPJ revendique un territoire
Les Unités de protection du peuple (YPG) sont entrées dans le conflit en prenant la ville de Kobanî le 19 juillet 2012, puis d'Amuda et d'Efrîn le 20 juillet. Les villes sont tombées sans affrontements majeurs, les forces de sécurité syriennes se retirant sans véritable résistance partant combattre ailleurs. Le KNC et le PYD forment un conseil de direction conjoint afin de diriger les villes capturées.
Les forces des YPG poursuivent leur progression et le 21 juillet capturent Al-Malikiyah (kurde : Dêrika Hemko), situé à 10 kilomètres de la frontière turque. Elles ont l'intention de s'emparer de Qamishli, la plus grande ville syrienne à majorité kurde. Le même jour, le gouvernement syrien attaque une patrouille de membres kurdes des YPG. Le lendemain, les forces kurdes combattent pour Al-Malikiyah, où un jeune militant kurde est tué, les forces de sécurité gouvernementales ont ouvert le feu sur des manifestants. Les YPG ont pris le contrôle des villes de Ra's al-'Ayn (kurde : Serê Kaniyê) et Al-Darbasiyah (kurde : Dirbêsiyê), après le retrait des unités, à la suite d'un ultimatum lancé par les Kurdes. Le même jour, des affrontements ont éclaté à Qamishli entre les YPG et les forces gouvernementales au cours desquelles un combattant kurde est tué et deux blessés ainsi qu'un responsable gouvernemental.
Le 24 juillet 2012, le PYD annonce que les forces de sécurité syriennes se sont retirées de la ville kurde de 16 000 habitants d'Al-Ma'bada (kurde : Girkê Legê), entre Al-Malikiyah et les frontières turques. Les forces des YPG prennent le contrôle des institutions gouvernementales.

### Établissement du Rojava autonome
Le 1er août 2012, les forces de sécurité de l'État s'engagent dans la bataille d'Alep. Au cours de ce retrait du nord, les YPG prennent le contrôle partiel de Qamishli, Efrin, Amude, Dirbesiye et Kobanî.

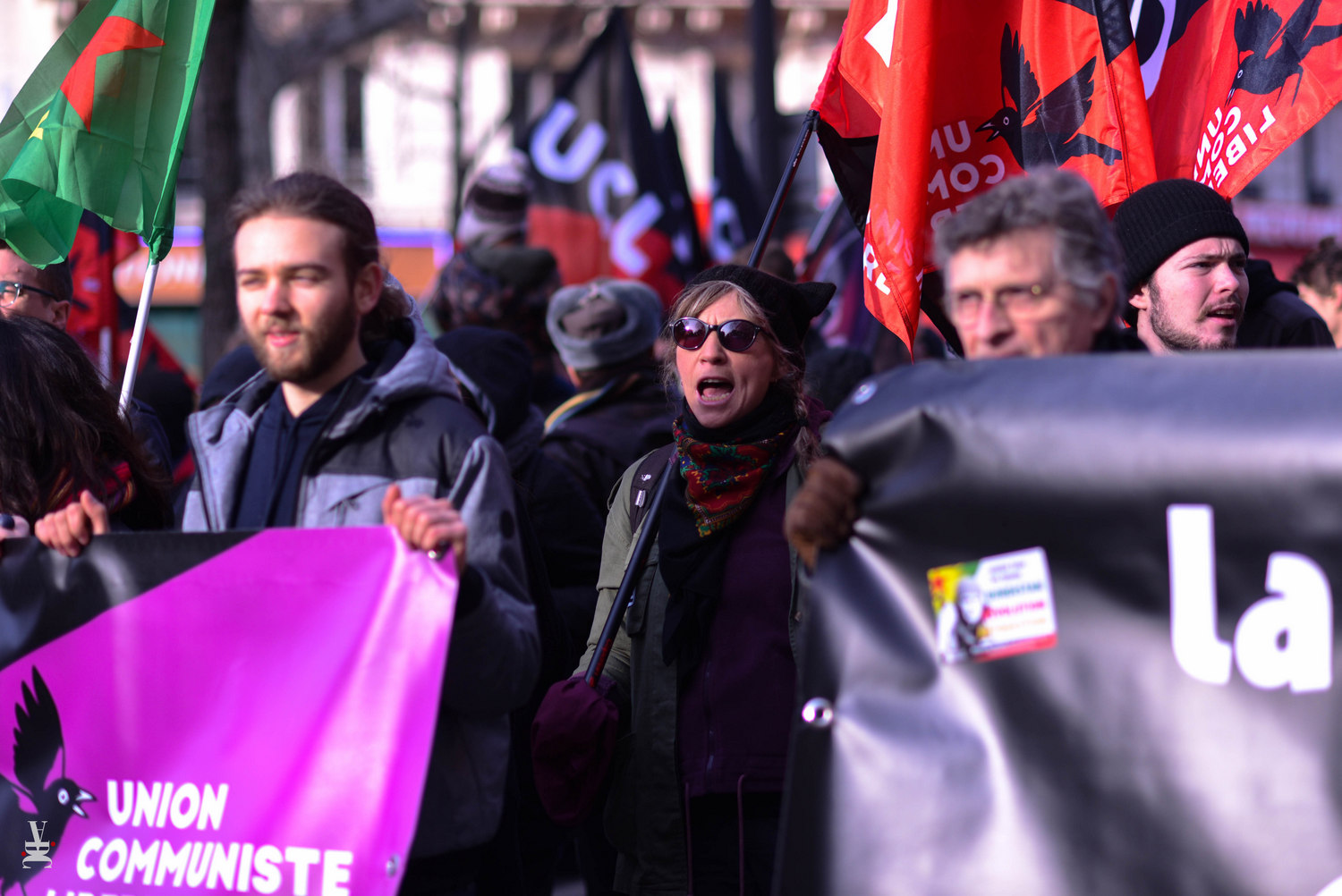
Anarchistes et Kurdes défilent en France pour soutenir le Rojava

Le 2 août 2012, le Comité national de coordination pour le changement démocratique annonce que la plupart des villes à majorité kurde de Syrie, à l'exception de Qamishli et Hasaka, ne sont plus contrôlées par les forces gouvernementales mais par des partis politiques kurdes. À Qamishli, les forces militaires et policières gouvernementales restent dans leurs casernes et les responsables de l'administration de la ville autorisent le hissage du drapeau kurde.
Après des mois de pouvoir, le PYD annonce l'autonomie régionale le 9 janvier 2014. Des élections ont lieu, des assemblées populaires sont établies et la Constitution du Rojava est approuvée. Depuis lors, les habitants organisent des assemblées locales, rouvrent des écoles, créént des centres communautaires et aident à repousser l'État islamique d'Irak et du Levant (EIIL) afin de prendre le contrôle de l'est de l'Euphrate.

## Révolution sociale

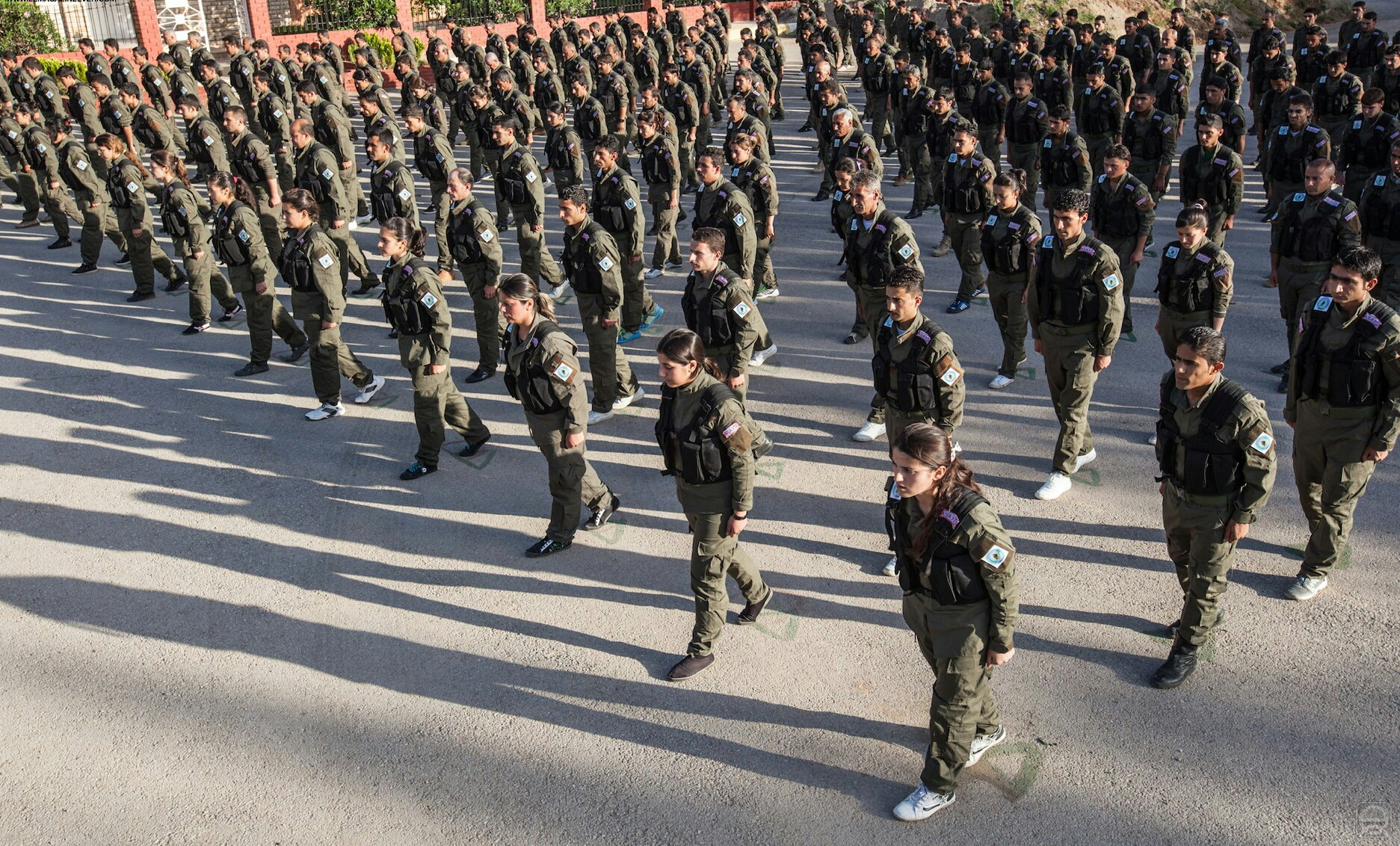
Membres masculins et féminins de la force de police Asayish

Après avoir déclaré l'autonomie, les dirigeants changent la composition sociale et politique de la région. Les lois extrêmes restreignant l'organisation politique indépendante, la liberté des femmes, l'expression religieuse et culturelle et les politiques discriminatoires menées par le gouvernement Assad sont abolies. À leur place, la Constitution du Rojava garantit la liberté culturelle, religieuse et politique. La constitution énonce l'égalité des droits et de la liberté des femmes et « donne également mandat aux institutions publiques d'œuvrer à l'élimination de la discrimination fondée sur le sexe ».
Les changements politiques et sociaux au Rojava sont en grande partie inspirés par la politique socialiste libertaire du dirigeant kurde Abdullah Öcalan

### Économie coopérative
L'économie du Rojava est constituée d'entreprises privées, d'administration autonome et de coopératives de travail associé. Des efforts sont faits pour passer à une économie d'autosuffisance basée sur des coopératives de travailleurs et de producteurs. Cette transition se heurte aux obstacles du conflit en cours et à l'embargo des pays voisins : la Turquie, l'Irak, l'Iran et les forces contrôlant les zones voisines de la Syrie.
Il n'y avait aucun impôt direct ou indirect sur les personnes ou les entreprises de la région ; L'administration s'est financée par la vente de pétrole et des ressources naturelles et par les tarifs sur le commerce frontalier clandestin en raison de l'embargo,. En juillet 2017, l'administration de la région de Jazira a commencé à percevoir l'impôt sur le revenu pour financer les services. Des partenariats se sont créés entre des entreprises privées et l'administration qui finance le système scolaire et distribue du pain aux citoyens à un prix inférieur à celui du marché.
Le Comité économique du Mouvement pour une société démocratique incite les entreprises à se diriger vers une "économie communautaire" basée sur les coopératives de travail et l'autosuffisance.

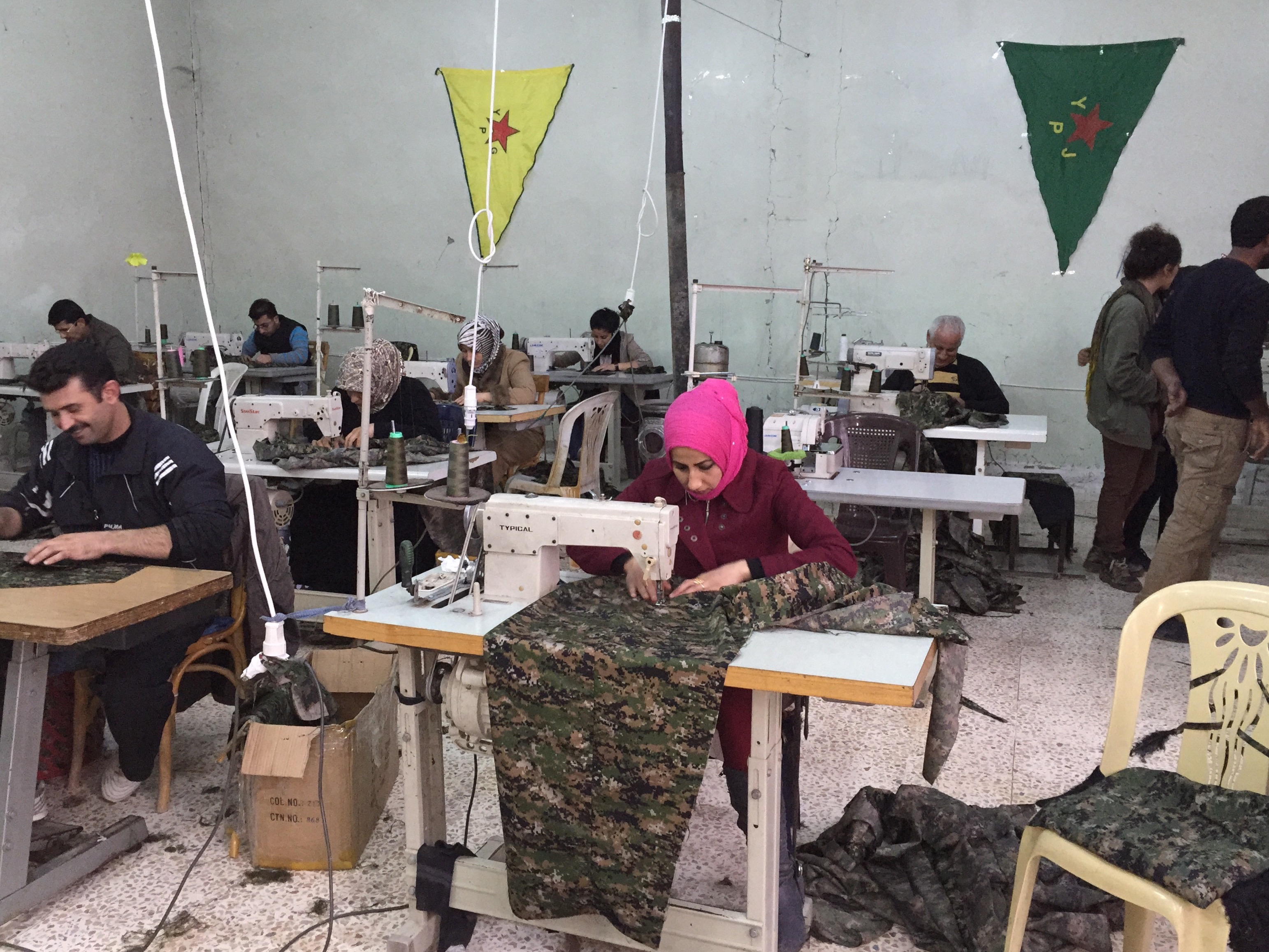
Syriens cousant des vêtements dans une coopérative de travailleurs

D'autres coopératives produisent l'eau minérale en bouteille, la construction, les usines, les stations-service, les générateurs, le bétail, l'huile, les pistaches et les graines grillées et les marchés publics.
Il existe plusieurs communes agricoles avec des familles travaillant collectivement la terre.

### Démocratie directe
Le système politique de l'Administration Autonome du Nord et de l'Est de la Syrie (nom officiel du Rojava) est basé sur le confédéralisme démocratique :
L'échelon de base du système est la commune. Une commune réunit entre 150 et 350 familles, et tous les habitants vivants sur le territoire de la commune en sont membres. La commune est une assemblée de démocratie directe: tous ses membres se réunissent tous les 15 jours ou tous les mois, et ses coprésidents sont élus par la communauté et révocables à tout moment. La seule limite au pouvoir des communes est le contrat social ("constitution" du Rojava).
Les communes se coordonnent au niveau supérieur grâce aux assemblées populaires qui élisent leur exécutif :
-L'assemblée populaire du quartier/village: L'assemblée populaire du quartier/village est constituée d'une assemblée de 60% de députés élu au suffrage universel direct et 40% de délégués élu par les composantes ethniques et religieuses du quartier/village en plus des coprésidents des communes affiliées au quartier. L'assemblée populaire du quartier/village doit prendre ses décisions en coordination avec les communes affiliées au quartier/village.
-L'assemblée populaire de la ville: L'assemblée populaire de la ville est constituée d'une assemblée de 60% de députés élus au suffrage universel direct et de 40% de délégués élu par les composantes ethniques et religieuses de la ville en plus des coprésidents des communes, quartiers et villages affiliées à la ville. L'assemblée populaire de la ville doit prendre ses décisions en coordination avec les communes quartiers et villages affiliés à la ville.
-L'assemblée populaire du canton: L'assemblée populaire du canton est constituée d'une assemblée de 60% de députés élus au suffrage universel direct et 40% de délégués élu par les composantes ethniques et religieuses du canton en plus des coprésidents des villes affiliées au canton. L'assemblée populaire du canton doit prendre ses décisions en coordination avec les villes affiliées au canton.
-L'assemblée populaire démocratique du nord et de l'est de la Syrie: L'assemblée populaire démocratique du nord et de l'est de la Syrie est constituée d'une assemblée de 60% de députés élus au suffrage universel direct et 40% de délégués élu par les composantes ethniques et religieuses du nord et de l'est de la Syrie en plus des coprésidents des cantons. L'assemblée populaire démocratique du nord et de l'est de la Syrie a en fait peu de pouvoir, la majorité des problèmes étant réglés au niveau le plus local possible.

### Droits des minorités ethniques

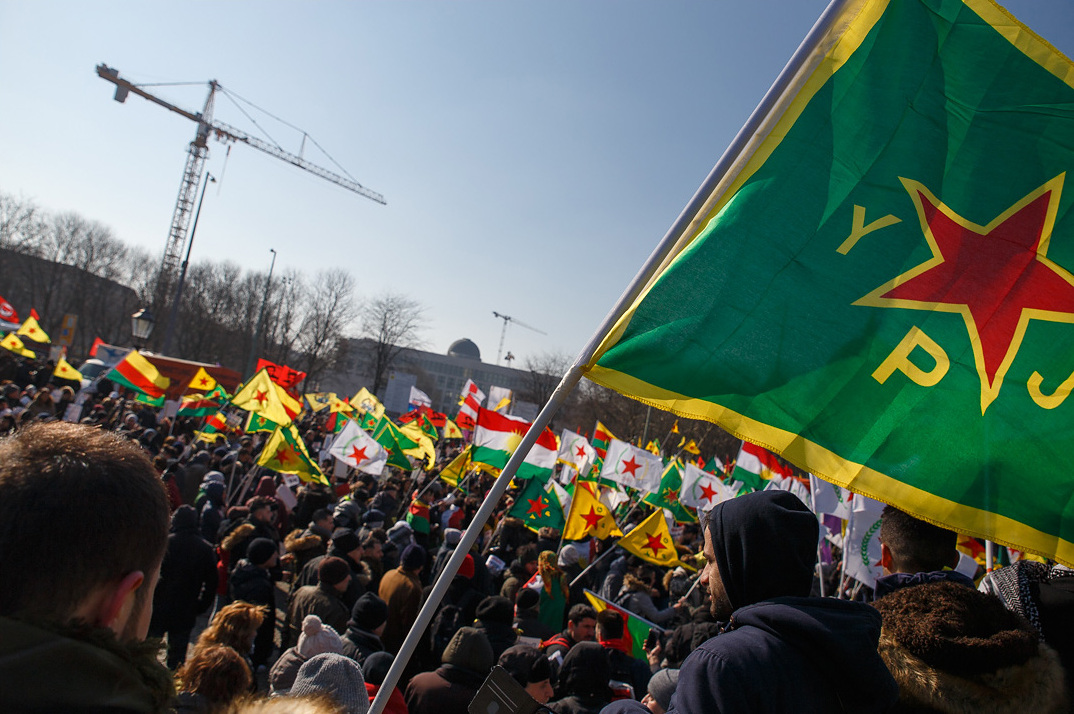
Manifestation en soutien à la révolution du Rojava et contre le génocide à Berlin, en Allemagne.

La protection des minorités ethniques est liée à la liberté religieuse. Les Kurdes comme les Assyriens peuvent étudier leur langue.
Les résidents sont libres d'exprimer leur culture. Des centres culturels et musicaux accueillent des cours de danse, de musique et des chorales.
Dans certaines régions, pour les conseils, il existe un quota par minorité ethnique.
Néanmoins des cas de discrimination envers les Assyriens subsistent : politique de saisie des biens des Assyriens qui ont dû fuir en raison du conflit et attaques contre la minorité assyrienne. Les autorités kurdes ont fermé des écoles assyriennes privées, dixit « pour protéger les étudiants des frais de scolarité exorbitants »,.

### Justice réparatrice
Le système de justice pénale du Rojava intègre les principes de la justice réparatrice,. Des comités de réconciliation remplacent le système judiciaire syrien dans plusieurs villes. Les comités sont représentatifs de la diversité ethnique dans leur région respective comme le comité de Tal Abyad compte des Arabes, des Kurdes, des Turkmènes et des Arméniens.

### Droits des femmes

#### Révolution des femmes au Rojava
Le Rojava est connu pour sa tentative de combattre l'inégalité entre les sexes et d'améliorer les droits des femmes. Des femmes kurdes ont fédéré leur pouvoir, rassemblant leurs armes et servant dans la compagnie mobile des Unités de protection des femmes (YPJ) sur la ligne de front en Syrie. La révolution au Rojava est principalement causée par une idéologie égalitaire laïque. Influencées par l'idéologie d'Abdullah Öcalan. Les femmes ont pris les armes et se sont battues pour un Kurdistan libre. La lutte pour l'égalité des sexes conduit à l'inclusion paritaire des femmes dans les postes militaires.
Au sein des forces kurdes, et en particulier en ce qui concerne ses postes de direction, il existe une prévalence de femmes combattantes. Dans les YPJ les femmes représentent une partie importante de la force militaire globale.

#### Idéologie sous-jacente: jinéologie
L'idéologie politique, le concept d'autonomie démocratique d'Abdullah Öcalan, a un impact majeur l'autonomisation des femmes. Öcalan, militant politique et fondateur du PKK, prêche pour une société où les décisions sont prises avec le consentement de tous ses membres. Une nation doit être fondée sur la démocratie, sur l'écologie et la liberté des femmes. Öcalan donne vie au concept de confédéralisme démocratique, qui prêche pour l'abandon du nationalisme patriarcal. Au sein de ce concept, le féminisme, la jinéologie (la science des femmes), est au cœur de la révolution sociale au Rojava. Le concept d'autonomie démocratique est adapté au conflit en Syrie. L'étude de la jinéologie rentre dans le cadre de la formation des combattants YPG et YPJ et Asayish et est aussi enseignée dans les centres communautaires. En 2017, l'Université du Rojava a créé le département de jinéologie intégré à la faculté des langues et des études sociales. L'objectif est "d'enseigner la réalité de la vie et des femmes et de les redéfinir et d'obtenir des changements dans la mentalité de la société".

#### Révolution juridique
Depuis le début de la guerre au Rojava, de multiples changements juridiques concernent les droits des femmes. Dans le Contrat Social des Régions Autonomes de Kobane, Jazira et Afrin, formulé en 2014, il est stipulé que les femmes et les hommes ont les mêmes droits. Un des objectifs de la révolution a été de s'attaquer à la violence envers les femmes, et accroître leur présence dans les institutions politiques. En ce sens, l'autorité du Rojava a mis en place un processus afin d'installer une représentation de 40% de femmes dans chaque organisation et institution,. De cette façon, à chaque niveau de gouvernance, des femmes doivent être nommées vice-présidentes ou co-présidentes. Des efforts sont déployés pour réduire les cas de mariages précoces, de polygamie et de crimes d'honneur par le biais d'une législation interdisant ces pratiques.

#### Unité de protection des femmes (YPJ)
Dans les années 1980, des organisations politiques comme le Parti des travailleurs kurdes, le PKK, commencent à recruter des femmes. Leur présence au PKK et aux YPG démontre le rôle qu'elles ont joué dans la bataille contre l'EI. Les femmes des YPJ ont combattu à leurs côtés. Les deux forces, YPJ et YPG, sont sous le contrôle et le commandement du Parti de l'union démocratique (PYD). Leurs combattants sont formés à la fois militairement et pédagogiquement, car ils sont initiés à la pensée politique d'Öcalan et à la jinéologie.

#### Les maisons des femmes
Une maison des femmes est établie dans chaque ville et village sous le contrôle des YPG. Il s'agit de centres communautaires dirigés par des femmes, offrant des services aux victimes de violence domestique, d'agression sexuelle entre autres. Ces services comprennent le conseil, la médiation familiale, le soutien juridique et l'offre de refuges aux femmes et enfants. Des cours sur l'indépendance économique et les programmes d'autonomisation sociale y sont dispensés.

### Liberté de religion
La Constitution garantit le droit à l'expression religieuse. L'hostilité envers les minorités religieuses dans les zones contrôlées par les islamistes, a conduit à une migration des minorités religieuses vers le Rojava.

## Relations et conflits

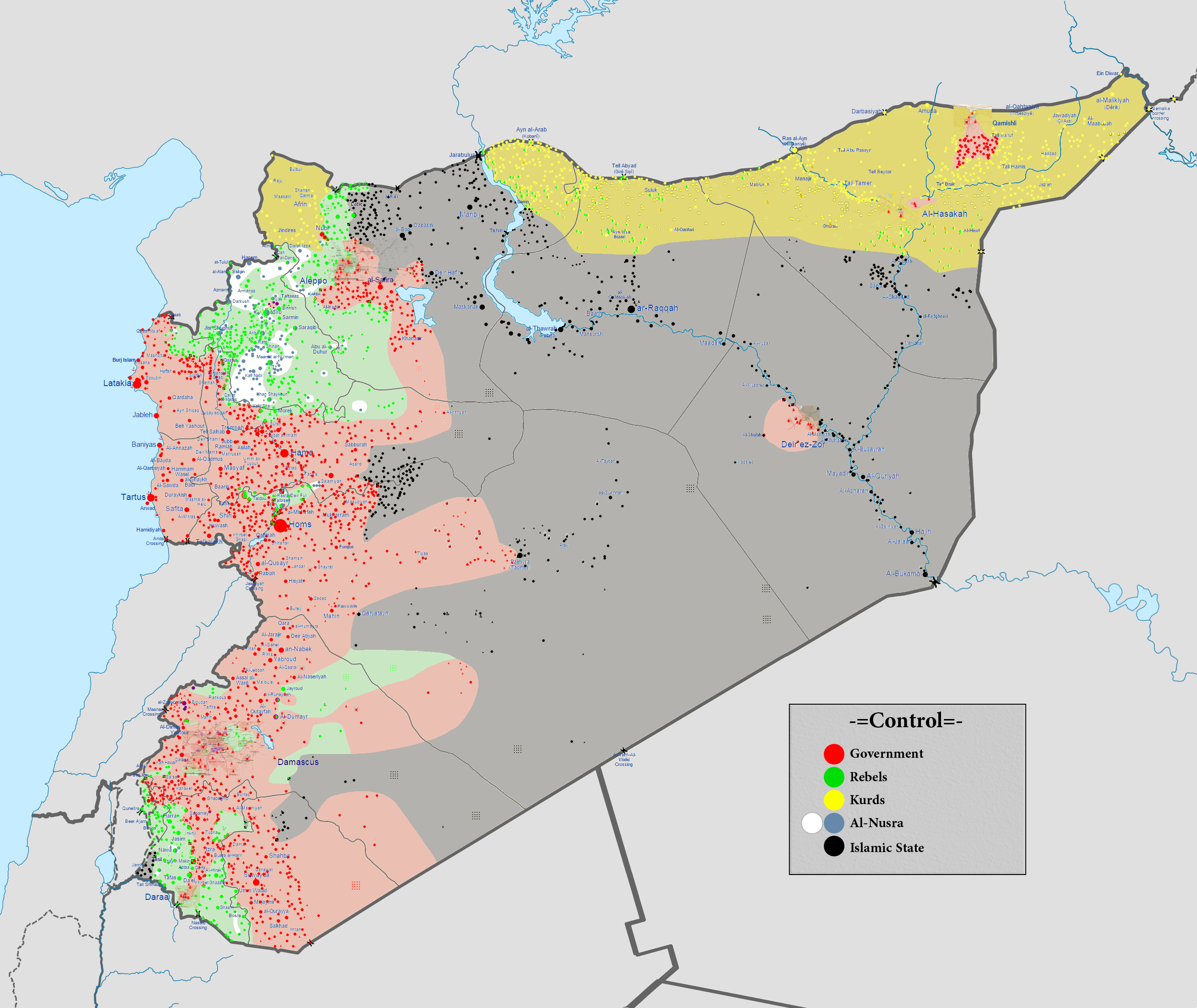
Situation militaire en décembre 2015

Quatre forces majeures sont impliquées dans la révolution du Rojava. Les unités de protection du peuple travaillent avec le PYD entre - autres afin d'établir l'autonomie du Rojava. Les forces gouvernementales syriennes gardent le pouvoir dans certaines régions du Rojava. Un ensemble de forces islamistes sunnites, dont l'État islamique d'Irak et du Levant (EIIL), a voulu gouverner la région par le biais de l'intégrisme islamique. Enfin, il y avait plusieurs milices sous la bannière de l'Armée syrienne libre dont les intentions et les alliances ont évolué au fil du temps.

### Relations entre le gouvernement Rojava et la Syrie
Plusieurs conflits ont éclaté entre les deux forces. Le territoire autrefois contrôlé par le gouvernement syrien à Qamishli et à al-Hasakah a été repris par les forces des YPG. Fin avril 2016, des affrontements ont éclaté entre les forces gouvernementales et les combattants des YPG pour le contrôle de Qamishli.
Début août 2016, les combattants des YPG contrôlent les deux tiers de la ville d'al-Hasakah, dans le nord-est du pays, tandis que les milices pro-gouvernementales contrôlent le reste. Le 17 août 2016, des affrontements éclatent entre les combattants des YPG et les milices pro-gouvernementales, entraînant la mort de quatre civils, quatre combattants kurdes et trois loyalistes. Le 18 août, des avions du gouvernement syrien bombardent des positions des YPG à Hasakah. Les Kurdes syriens demandent la dissolution de la milice pro-gouvernementale des Forces de défense nationale de al-Hasakah. Une source gouvernementale déclare à l'AFP que les frappes aériennes étaient "un message aux Kurdes pour qu'ils cessent ce genre de demande qui constitue un affront à la souveraineté nationale". Un autre facteur des combats pourrait avoir été le récent dégel des relations turco-russes depuis juillet 2016 ; La Russie, allié du gouvernement syrien, soutenait les forces kurdes syriennes comme moyen de faire pression sur la Turquie. Après la défaite territoriale de l'EIIL en Syrie et en Irak et l'amélioration des relations turco-russes, il est probable que la Russie et ses alliés aient commencé à considérer un YPG fort comme de moins en moins utile.
En réponse aux attaques des avions syriens et afin de dissuader de nouvelles attaques envers les positions kurdes près d'al-Hasakah, les États-Unis ont dépêché des avions au-dessus de la ville.
Le 22 août 2016, les troupes gouvernementales syriennes, les combattants du Hezbollah et les membres de la milice paramilitaire iranienne Basij sont impliqués dans les combats contre les forces kurdes à al-Hasakah.

### Relations internes et conflits au Rojava
Le 28 décembre 2012, les forces gouvernementales syriennes ouvrent le feu sur des manifestants pro-FSA dans la ville d'al-Hasakah, tuant et blessant diverses personnes. En représailles, les tribus arabes de la région attaquent les positions du YPG dans la ville, déclarant que les combattants kurdes collaborent avec le gouvernement. Des affrontements éclatent et trois Arabes sont tués soit par les forces des YPG ou les troupes gouvernementales à proximité. Fin décembre, des manifestations sont organisées par des groupes kurdes dans tout le nord-est de la Syrie. Les partisans du PYD condusent des véhicules à basse vitesse lors d'une manifestation du KNC à Qamishli, ce qui accroit les tensions entre les deux groupes.
Du 2 au 4 janvier, des manifestants dirigés par le PYD organisent des manifestations dans le quartier al-Antariyah de Qamishli, exigeant « la liberté et la démocratie » pour les Kurdes et les Syriens. Des militants campent sur place. Le 4 janvier, environ 10 000 personnes participent aux rassemblements,
Entre-temps, plusieurs incidents armés se sont produits entre le PYD-YPG dominant et d'autres partis kurdes de la région, en particulier le parti de l'Union kurde ("Yekîtî"), qui fait partie d'une coalition politique kurde appelée l'Union démocratique kurde syrienne formée le 15 décembre 2012, qui exclut le PYD. Le 3 janvier, des hommes armés du PYD ont organisé une fusillade en voiture sur un bureau yekîtî à Qamishli. Des membres armés yekîtî ont riposté, blessant un membre du PYD. Le même jour, des affrontements armés ont éclaté entre des combattants des YPG et des membres du nouveau bataillon Jiwan Qatna de Yekîtî à ad-Darbasiyah. Quatre membres yekîtî ont été enlevés par les YPG, qui ont déclaré être affiliés à des groupes islamistes, bien que des militants yekîtî aient déclaré que le PYD voulait empêcher d'autres groupes kurdes de s'armer. À la suite de manifestations dans la ville réclamant leur libération et une intervention du KNC, les quatre hommes ont été relâchés en fin de journée. Le 11 janvier, les forces des YPG ont attaqué un terrain d'entraînement vide de Yekîtî près d'Ali Faru qui avait été construit début janvier, abattant les drapeaux kurde et FSA qui flottaient sur la base. Bien que les membres du PYD aient défendu le raid en disant que les drapeaux auraient pu attirer les frappes aériennes du gouvernement, Yekîtî a condamné l'action.

Situation militaire en août 2018

Le 31 janvier, Kamal Mustafa Hanan, rédacteur en chef de Newroz, journal en langue kurde et ancien homme politique yekîtî, est tué par balle dans le quartier Ashrafiyah d'Alep. Les circonstances de cette mort ne sont pas claires. Yekîtî organise le 1er février un cortège funèbre dans la ville d'Afrin, auquel ont assisté des membres du PYD et du KNC. Le 1er février également, les Kurdes organisent des manifestations dans plusieurs villes du Kurdistan occidental. Les manifestations sont organisées par divers groupes kurdes, dont le PYD et le KNC. Les manifestants du KNC demandent la fin des combats à Ras al-Ayn et le retrait des groupes armés de la ville, tandis que les manifestants du PYD marquent leur solidarité avec les unités des YPG et le Conseil suprême kurde.
Du 2 au 5 février, les forces des YPG bloquent le village de Kahf al-Assad ( kurde : Banê Şikeftê ), habité par des membres de la tribu kurde Kherikan. Des points de contrôle des YPG sont établis autour d'autres villages Kherikan traditionnellement partisans du gouvernement Massoud Barzani du Kurdistan irakien et opposants au PYD. Le blocus est la troisième en deux ans d'hostilités entre le PYD/YPG et les habitants de Kahf al-Assad.
Le 7 février, des membres du YPG enlevent trois membres du parti d'opposition Azadî à Ayn al-Arab.
Le 22 février, Osman Baydemir, maire de la ville de Diyarbakır en Turquie, annonce le lancement d'un programme d'aide humanitaire d'un mois dans lequel sa ville ainsi que les districts de Bağlar, Yenişehir, Kayapınar et Sur fourniraient de la nourriture, une assistance aux régions kurdes de Syrie touchées par la guerre, qui ont reçu moins d'aide humanitaire que d'autres régions de Syrie.
Le 11 avril 2016, des partisans du PYD attaquent les bureaux du Conseil national kurde et du Parti démocratique du Kurdistan de Syrie à Derbessiye et Qamishli. Le chef du Conseil national kurde déclare à la chaîne turque TRT World que « l'attitude oppressive du PYD en Syrie oblige les Kurdes à quitter la région ».
Le 16 janvier 2017, plus de 270 militants kurdes syriens signent un appel appelant à des pourparlers d'unité. En réponse, le Mouvement pour une société démocratique dirigé par le PYD déclare qu'il est favorable et appelle le Conseil national kurde à participer au projet fédéral. Le KNC dirigé par le KDP-S, en réponse demande la libération de ses prisonniers politiques détenus au Rojava. Le KNC rejette le projet de fédéralisme lancé par le Conseil démocratique syrien et déclare qu'il participera aux pourparlers de paix à Astana, au Kazakhstan, avec la Turquie et la Russie. L'Alliance nationale kurde en Syrie, qui fait partie du SDC, salue la proposition d'unité.
Le 3 février 2017, au milieu d'affrontements entre le groupe peshmerga affilié au PDK-S et les unités de résistance de Sinjar à Sinjar, un bureau du KNC est incendié à Qamishli et un autre attaqué à Dirbêsiyê. Le KNC déclare que le groupe de jeunes pro-PYD, le Ciwanen Soresger, perpètre les attaques. Les auteurs auraient été arrêtés par les Asayish.

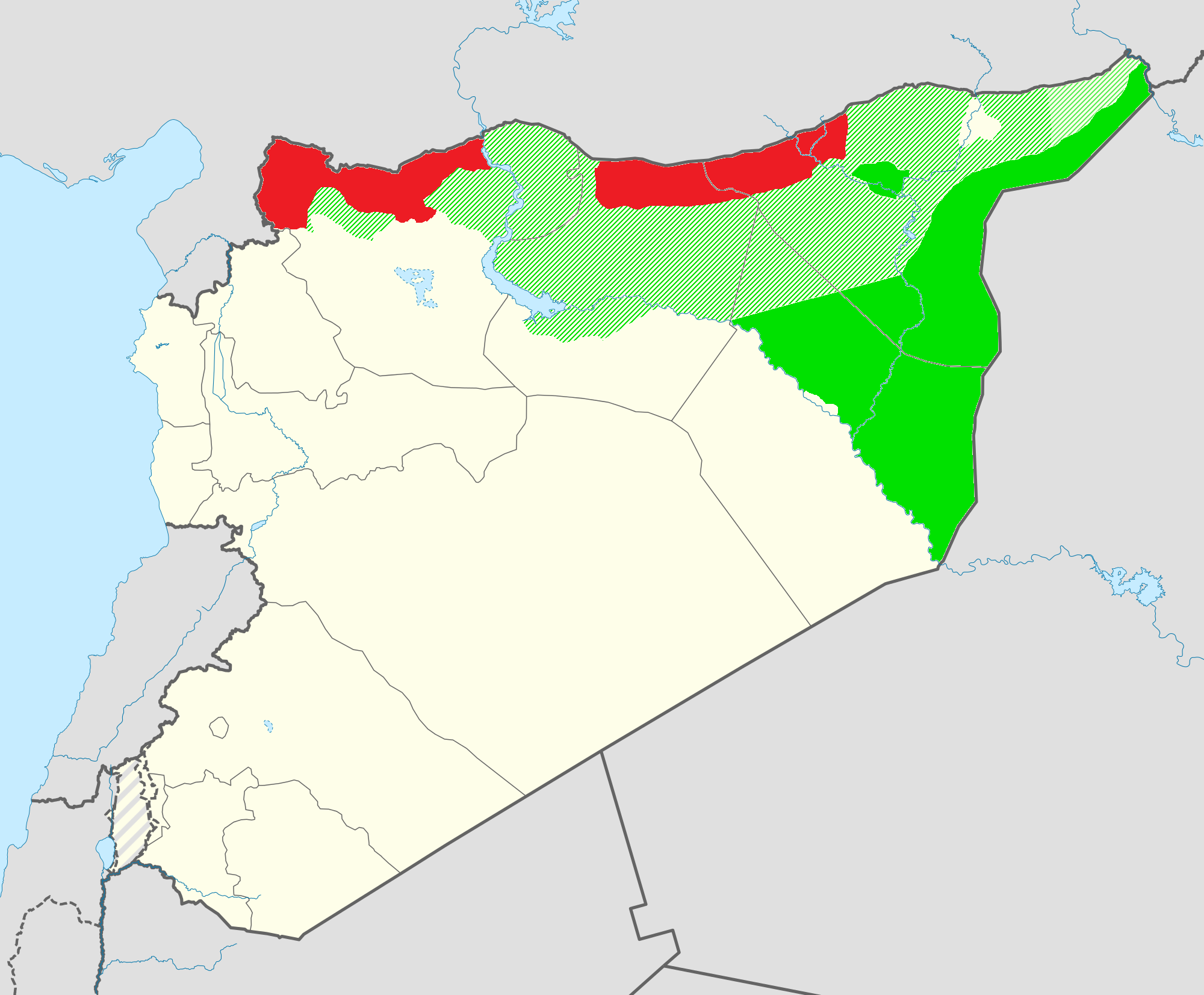
Territoire contrôlé par les FDS (vert) et territoire occupé par la Turquie (rouge) en octobre 2019

Le 3 mars 2017, le Rojava Asayish arrête plus de 40 membres du KNC en Syrie tandis que le PDK Asayish arrête 23 manifestants de l'opposition au Kurdistan irakien. 17 d'entre eux sont relâchés mais 6 restentemprisonnés. Le 16 mars, plus de 13 bureaux du KNC et un bureau l'Organisation démocratique assyrienne au Rojava sont fermés par les forces du Rojava Asayish, pour le motif de ne pas s'être enregistrés auprès des autorités du PYD. En réponse, Human Rights Watch demande aux deux parties de « libérer immédiatement tous les détenus politiques détenus arbitrairement ». Le Conseil national de Mésopotamie annonce son soutien à la demande de TEV-DEM et appelle à accorder un délai suffisant aux candidatures, dénonçant la fermeture "au hasard" des bureaux des partis.
Le 3 avril 2017, le Conseil national kurde appelle le PYD à libérer 4 de ses détenus : un membre du Mouvement du futur kurde en Syrie, un membre du Mouvement de la jeunesse kurde et deux membres du KDP-S. 6 personnes restent détenues par les autorités kurdes irakiennes.
Le 12 avril 2017, un responsable du TEV-DEM rencontre Gabriel Moshe Kourieh, chef de l'Organisation démocratique assyrienne et discute de la fermeture des bureaux. C'est la première rencontre entre les responsables du TEV-DEM et de l'ADO.

### Conflit kurde-islamiste syrien

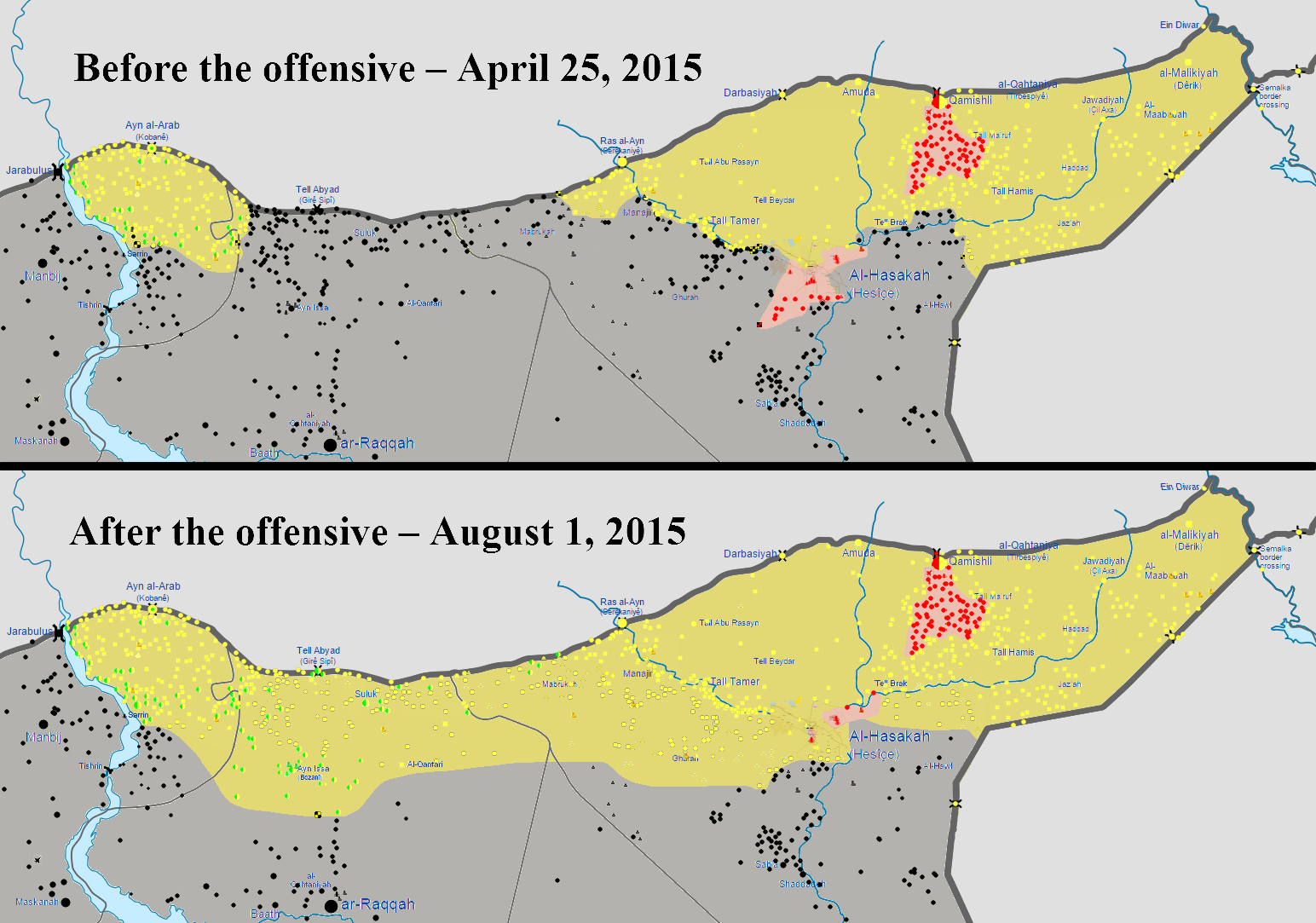
Changements de contrôle territorial dans l'offensive des YPG de juin 2015

Campagne Raqqa 2016/17

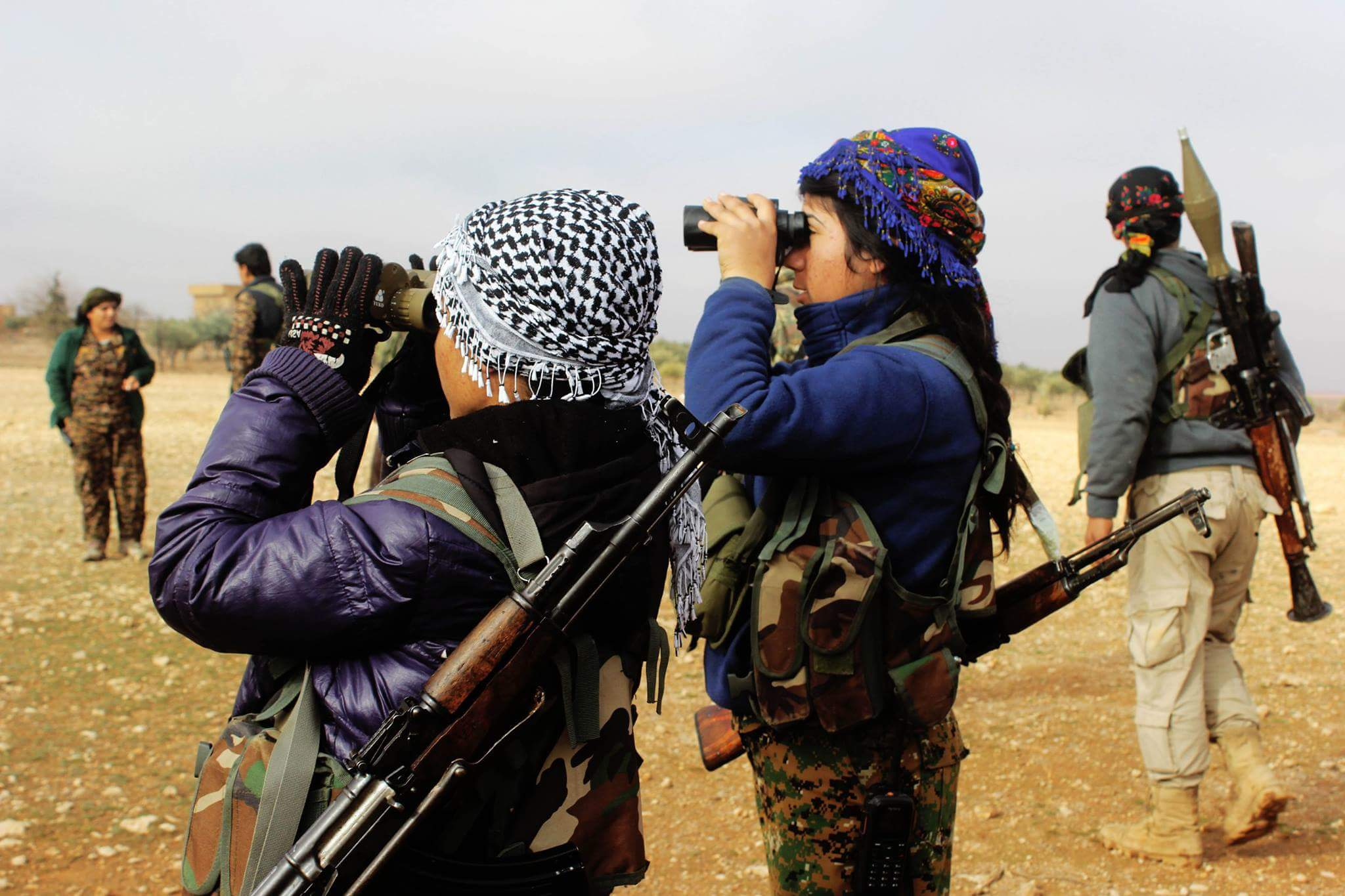
Combattants kurdes des YPJ lors de l'offensive de Raqqa contre l'EIIL en février 2017

Le conflit kurde-islamiste syrien de la guerre civile syrienne, commence en 2013 après que des combats éclatent dans la ville de Ras al-Ayn entre les Unités de protection du peuple kurde (YPG) et les factions rebelles islamistes. Les forces kurdes lancent une campagne pour prendre les zones contrôlées par les islamistes dans le gouvernorat d'al-Hasakah et certaines parties des gouvernorats de Raqqa et d'Alep après qu'al-Qaïda en Syrie ait utilisé ces zones pour attaquer les YPG. L'objectif des groupes kurdes et de leurs alliés est de prendre des zones kurdes aux rebelles arabes islamistes et de renforcer l'autonomie de la région du Rojava.
Les forces du YPG ainsi que les Forces démocratiques syriennes (SDF) se sont affrontées aux forces islamistes au cours des années suivantes, en particulier avec celles représentant l'État islamique d'Irak et du Levant (EIIL) : Le siège de Kobanî (2014), l'offensive Al-Hasakah (février-mars 2015), l'offensive Al-Hasakah (mai 2015), l'offensive Tell Abyad (mai-juillet 2015), la bataille de Sarrin (juin-juillet 2015), la bataille d'Al-Hasakah (juin-août 2015) et la campagne de Raqqa (2016-présent), dont la bataille de Tabqa (2017).

### Conflit Rojava-Turquie
La Turquie qualifie le PYD d'extension syrienne du Parti des travailleurs du Kurdistan (PKK) et adopte une position dure contre le groupe afin d'empêcher la formation d'un État kurde le long de leur frontière sud. avec la Syrie. La politique de la Turquie envers le Rojava est basée sur un blocus économique, des tentatives d'isolement international, de l'opposition à la coopération de la coalition internationale anti-EIIL avec les milices du Rojava, et le soutien des partis islamistes hostiles envers le Rojava, dont l'EIIL,,. La Turquie a à plusieurs reprises attaqué le territoire et les forces de défense du Rojava,, qui a vu s'exprimer en sa faveur la solidarité internationale,,. La Turquie utilise également l'accès à l'eau comme arme pour affaiblir le Rojava,.
En 2013, la Turquie reçoit le coprésident du PYD, Salih Muslim et en 2014, envisage d'ouvrir un bureau de représentation du Rojava à Ankara « si cela convient à la politique d'Ankara ». La Turquie reconnaît le PYD et la milice YPG comme Parti des travailleurs du Kurdistan (PKK),,,, qui est répertorié comme organisation terroriste par la Turquie, comme entre - autres l'Union européenne, les États-Unis. Cependant, l'UE, les États-Unis coopèrent avec les milices PYD et YPG dans la lutte contre l'État islamique d'Irak et du Levant (EIIL) et ne la désignent plus comme organisation terroriste. La perte du prestige international est la conséquence de la politique intérieure et étrangère de Recep Tayyip Erdoğan,,. Le 12 avril 2016 à Istanbul, dans son discours lors de la réunion du Conseil des ministres des Affaires étrangères du 13e Sommet islamique de l'Organisation de la coopération islamique (OCI) le ministre turc des Affaires étrangères qualifié le PYD d'« organisation terroriste ». En novembre 2016, l'organisation médiatique turque, Anadolu Agency, déclare que les établissements d'enseignement du Rojava ont « des préjugés contre l'islam ». Le secrétaire américain à la Défense, Ashton Carter déclare qu'il existe des liens entre le PYD, les YPG et le PKK,,. Le secrétaire Carter a répondu « Oui » à un panel du Sénat lorsque le sénateur Lindsey Graham (R-SC) demande s'il pense que les Kurdes syriens sont « alignés ou au moins avaient des liens substantiels avec le PKK ». Les dirigeants du Rojava et des YPG déclarent que le PKK est une organisation distincte. Les représentants du YPG répètent que leur milice a un programme syrien et aucun programme d'hostilité envers la Turquie. En janvier 2016, selon le quotidien turc Sabah, « une vidéo YouTube est apparue d'un homme anglophone, qui serait un combattant de la branche armée du Parti de l'union démocratique (PYD), les Unités de protection du peuple (YPG ) (...) appelant les Occidentaux à rejoindre les rangs du groupe armé et à mener des attentats terroristes contre l'Etat turc. ». Aux yeux d'une grande partie de l'opinion publique turque, le projet fédéral du Rojava ainsi que le soutien américain aux YPG contre l'EIIL sont des éléments d'un complot mené par un « cerveau » dans le but d'affaiblir la Turquie, afin d'empêcher son ascension en tant que puissance mondiale.

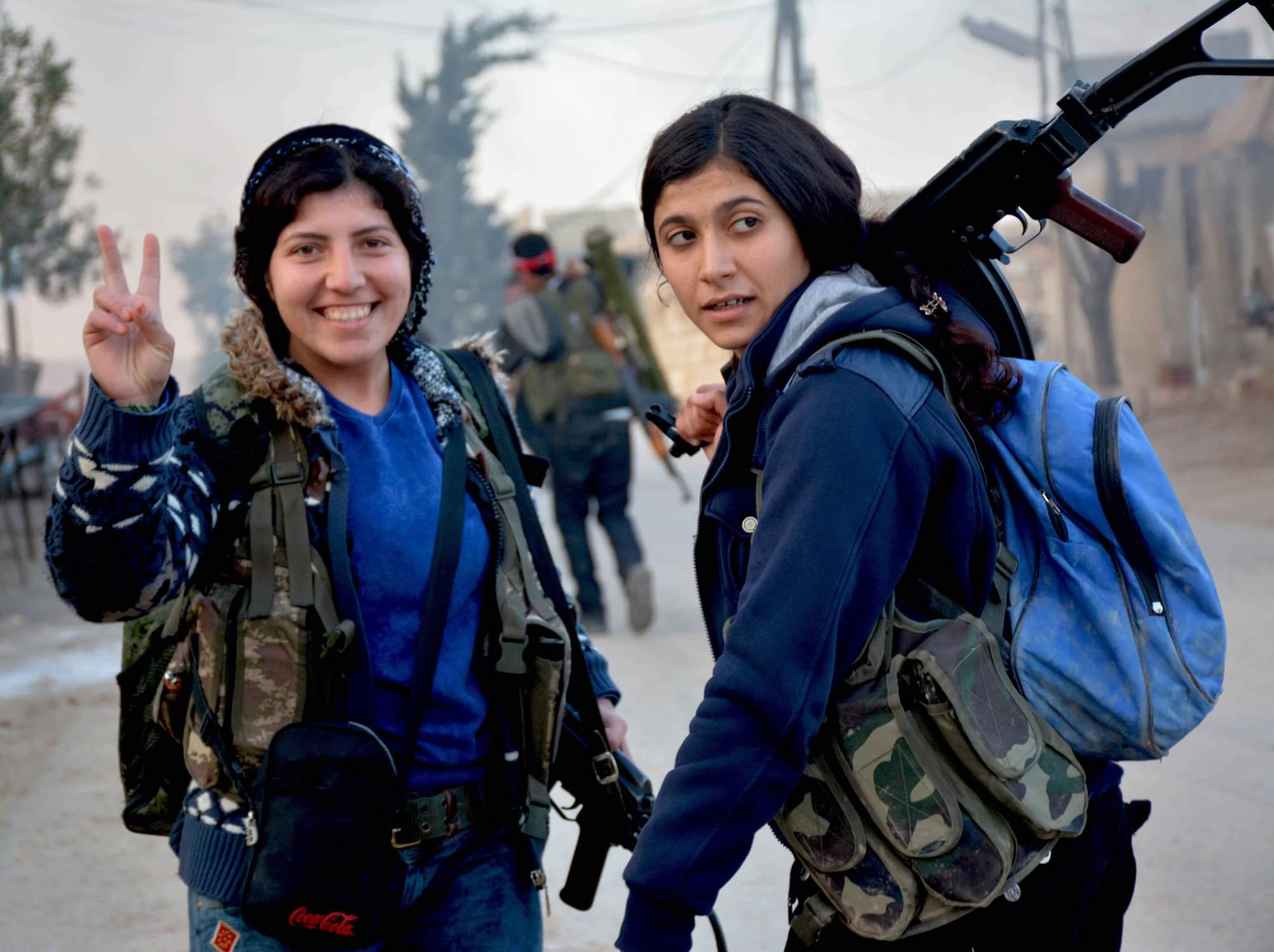
Des combattants des Unités de protection de la femme (YPJ) dans la région d'Afrine lors de l'invasion turque d'Afrine en février 2018

En 2015, à la suite des succès du YPG, notamment la capture de Tell Abyad, la Turquie cible les forces du YPG dans le nord de la Syrie. Le 16 février 2016, les forces turques bombardent les forces kurdes dans le district d'Afrin après que les FDS ait pris l'initiative d'une offensive de l'AAS et pris des zones tenues par les rebelles du district d'Azaz, notamment Tell Rifaat et la base aérienne de Menagh. La Turquie veut empêcher le FDS de prendre la ville frontalière d'Azaz. 25 militants kurdes sont tués et 197 blessés par des tirs d'artillerie turcs. Début 2016, à la suite de la prise du barrage de Tishrin, les Forces démocratiques syriennes (FDS) sont autorisées à traverser l'Euphrate, une « ligne rouge » proclamée par la Turquie. Les forces turques bombardent le quartier général kurde des YPG à Tell Abyad, détruisant trois véhicules blindés et blessant deux combattants kurdes. Le 21 janvier 2016, les troupes turques traversent la frontière syrienne et entrent dans la ville frontalière syrienne de Jarabulus, contrôlée par l'EIIL. Les forces dirigées par les Kurdes dans le nord de la Syrie déclarent que des frappes aériennes turques ont touché leurs bases dans le village d'Amarneh près de Jarablous le 27 août 2016, après que l'artillerie turque eut bombardé les positions la veille. Le 27 août 2016, l'Observatoire syrien fait état d'échanges de coups de feu entre le YPG et les forces turques dans la campagne au nord de Hasakah.
En mars 2017, le lieutenant-général américain Stephen Townsend déclare: « Je n'ai vu absolument aucune preuve qu'ils aient été une menace ou qu'ils aient soutenu des attaques contre la Turquie depuis le nord de la Syrie au cours des deux dernières années ».
Le haut commandant américain dans la campagne contre l'État islamique d'Irak et du Levant (EIIL) déclare que les Unités de protection du peuple (YPG), la branche militaire du Parti de l'Union démocratique kurde syrienne (PYD), ne constituent pas une menace pour la Turquie. « Parmi ces combattants des YPG, j'ai parlé à leurs dirigeants et nous les avons vus opérer et ils nous rassurent continuellement qu'ils n'ont aucun désir d'attaquer la Turquie, qu'ils ne sont pas une menace pour la Turquie, en fait qu'ils désirent avoir une bonne relation de travail avec la Turquie ».